# Chlorophytum aureum
Chlorophytum aureum är en sparrisväxtart som beskrevs av Adolf Engler. Chlorophytum aureum ingår i släktet ampelliljor, och familjen sparrisväxter. Inga underarter finns listade i Catalogue of Life.